# Герб лондонського району Гекні
Герб лондонського району Гекні — офіційний геральдичний герб лондонського округу Гекні. Герб надано 29 липня 1969 року.
Сучасний герб в основному базується на гербі колишнього столичного округу Гекні, з якого взято хрест і горизонтальна перегородка («per fess», як це називається в гербах) у верхньому полі щита. Восьмикінцевий мальтійський хрест використовується орденами тамплієрів і лицарів Святого Іоанна; Тамплієри носили червоний Мальтійський хрест на білих сюртуках і мантіях, а лицарі Св. Іоанна носили чорні сюртуки та мантії з білим Мальтійським хрестом на них. Обидва ордени в різні періоди історії були власниками садиби Гекні. Бордюр щита має хвилі, що представляють водні шляхи, річки та канали навколо району. Подібні геральдичні хвилі також помітні на гербі колишнього столичного округу Гекні, де вони складали нижню половину щита.
Дуби походять з герба колишнього столичного округу Сток Ньюінгтон, символів колишньої лісистої території на півночі району. Дуби названі «червоно-плодові», що означає, що їх жолуді видно і вони мають червоний колір.
Колишній столичний округ Шордіч не мав офіційного герба, тому на гербі лондонського району Шордіч представлений трьома дзвонами в нижньому полі. Вони, у свою чергу, представляють церковні дзвони церкви Св. Леонарда, Шордіч (ці шоредичські дзвони відомі з дитячої пісні «Апельсини та лимони»), але їхня кількість у три означає три столичні райони, які були об'єднані, щоб утворити теперішній Лондонський район.
Клейнод майже такий самий, як у колишнього столичного району Гекні, з тією лише різницею, що він стоїть на невеликому пагорбі в нинішньому гербі. Це зображення залишків вежі церкви Св. Августина, частини стародавньої парафіяльної церкви Гекні, розташованої в історичному центрі Гекні. Зображення є його відображенням, а не зображенням, бо геральдичний герб є символом і ніколи не зображує справжні будівлі чи інші реальні речі. Зелений пагорб, на якому стоїть вежа, символізує острів на річці Леа, де був заснований Гекні. Припускають, що острів мав назву Геконс Ейот, від якої, на думку деяких, походить назва Гекні. Вежа також була присутня в полі на щиті на гербі колишнього столичного округу Гекні.
Девіз: Justitia turris nostra, що латиною означає «Правосуддя — наша вежа».

## Блазон
Герб: щит пересічено, у верхній пересіченій чорно-срібній частині срібно-червоний мальтійський хрест між двома викоріненими дубами з червоними плодами, а в нижній червоній частині — три золотих дзвонт 2 і 1. Навколо хвилястий срібно-синій бордюр. Клейнод: на срібно-червоному буралеті на зеленій горі зображення вежі старовинної парафіяльної церкви власне Св. Августина Хакні.